# Süsel
Süsel es un municipio situado en el distrito de Holstein Oriental, en el estado federado de Schleswig-Holstein (Alemania), con una población a finales de 2016 de unos 5103 habitantes.
Se encuentra ubicado al sureste del estado, en la península de Wagria, cerca del canal Elba-Lübeck, de la costa del mar Báltico y de la frontera con Mecklemburgo-Pomerania Occidental.